# Cadenet
Cadenet é uma comuna francesa na região administrativa da Provença-Alpes-Costa Azul, no departamento de Vaucluse. Estende-se por uma área de 25 | km², com 3950 | habitantes, segundo os censos de 2006, com uma densidade de 158 hab/km².